# Моримондо
Моримондо (итал. Morimondo) — коммуна в Италии, в провинции Милан области Ломбардия.
Население составляет 1131 человек (2008 г.), плотность населения составляет 44 чел./км². Занимает площадь 26 км². Почтовый индекс — 20081. Телефонный код — 02.
Покровителем населённого пункта считается святой Bernardo di Chiaravalle.

## Демография
Динамика населения:

## Администрация коммуны
- Официальный сайт: http://www.comune.morimondo.mi.it